# Terremoto de Nicaragua de abril de 2014
El terremoto de Nicaragua de abril de 2014 fue un sismo de magnitud 6,2 en la escala de Richter, que estremeció a Nicaragua a las 17:27 hora local (23:27 UTC) del día jueves 10 de abril de 2014. Según el Instituto Nicaragüense de Estudios Territoriales (INETER), su epicentro se localizó al suroeste del lago Xolotlán, específicamente a 5 kilómetros al este de Nagarote, y a una profundidad hipocentral de 10 kilómetros. Por su parte, el Servicio Geológico de Estados Unidos fijó su ubicación a 10 kilómetros al oeste de Valle San Francisco, y a 13 kilómetros de profundidad.
El terremoto duró aproximadamente 45 segundos y se percibió en Nicaragua, Honduras, El Salvador, Guatemala y Costa Rica. Alcanzó una intensidad máxima de X grados en la escala sismológica de Mercalli, siendo Mateare y Nagarote los municipios que concentraron la mayoría de los daños y también causó daños al patrimonio cultural de la nación.
Es uno de los terremotos más fuertes registrados en Nicaragua, después del devastador terremoto del 23 de diciembre de 1972, que tuvo la misma magnitud, el cual destruyó la capital Managua, causando más de 10.000 muertos, 20.000 heridos y 200.000 damnificados.

## Geología
Este terremoto fue de tipo somero (hipocentro a poca profundidad) e intraplaca, ocasionado por la ruptura de una falla local inactiva y poco estudiada, que no tiene vínculo con las antiguas fallas sísmicas de Managua.
Al día siguiente, a las 14:29 hora local del 11 de abril, se originó otro sismo importante de 6,6 MW, a 18 kilómetros al sur de Nandaime y a 135 kilómetros de profundidad. Fue percibido en la zona Pacífica de Nicaragua, Costa Rica y El Salvador, y se descartó la posibilidad de un tsunami, aunque el sismo derrumbó seis casas en Nagarote y causó daños leves en la Catedral de Managua. Los expertos señalaron que no está relacionado al evento principal debido a su origen tectónico en el borde convergente de Centroamérica, donde la placa de Cocos subduce bajo la placa del Caribe, a lo largo de la fosa mesoamericana, a razón de 81 milímetros por año.
Hasta el 2 de mayo, se registraron 661 réplicas en la zona del lago Xolotlán y la península de Chiltepe, además de miles de microsismos en toda la zona epicentral. La más importante fue un sismo de 5,6 MW ocurrido a las 23:07 hora local del 13 de abril, a un kilómetro al sur del volcán Apoyeque y a 5,4 kilómetros de profundidad.
Una de las réplicas, de magnitud 2,2 ocurrida el 13 de abril a las 16:38 hora local, al sur del lago Xolotlán y a 9 kilómetros de profundidad, causó preocupación en los expertos, ya que podría activar la falla que originó el terremoto de 1972.

## Efectos

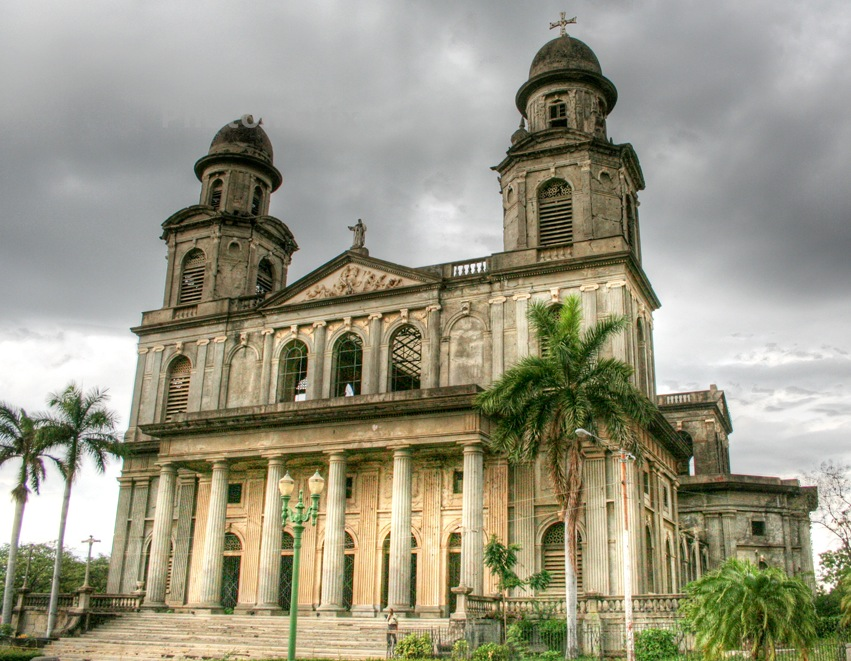
Antigua Catedral de Managua, dañada por los terremotos de 1972 y 2014. A la izquierda, la torre norte, que resultó dañada por el último sismo y sus réplicas.

Tras el sismo, el Sistema Nacional para la Prevención, Mitigación y Atención de Desastres decretó «alerta amarilla» para los departamentos de León y Managua, la que luego aumentó a «alerta roja» para el resto de departamentos del Pacífico de Nicaragua (Carazo, Chinandega, Granada, León, Masaya y Rivas), y posteriormente a todo el territorio nacional.

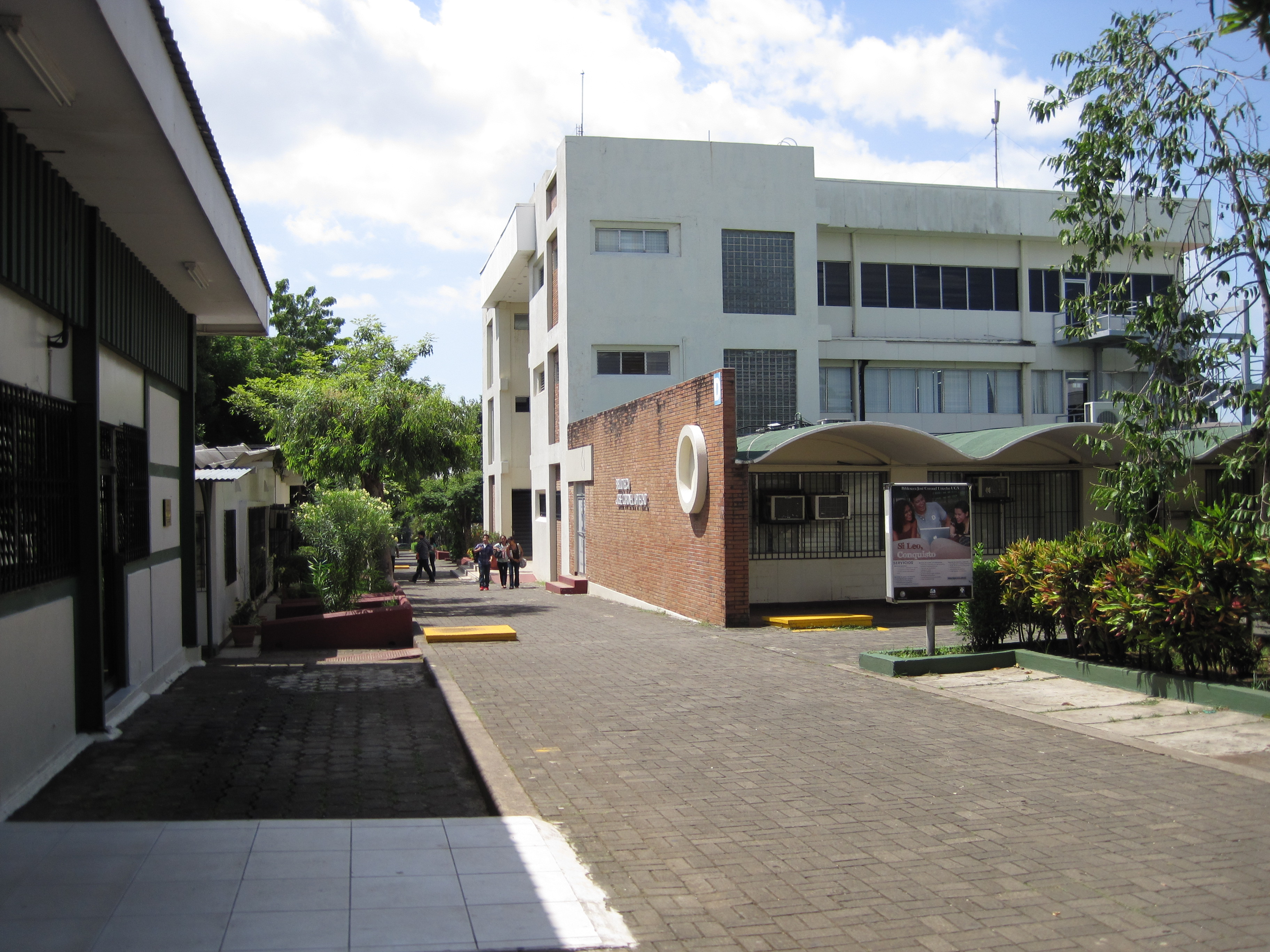
Edificios de la Universidad Centroamericana (UCA). A la derecha, la Biblioteca José Coronel Urtecho, cuyo frontis resultó agrietado por el sismo.

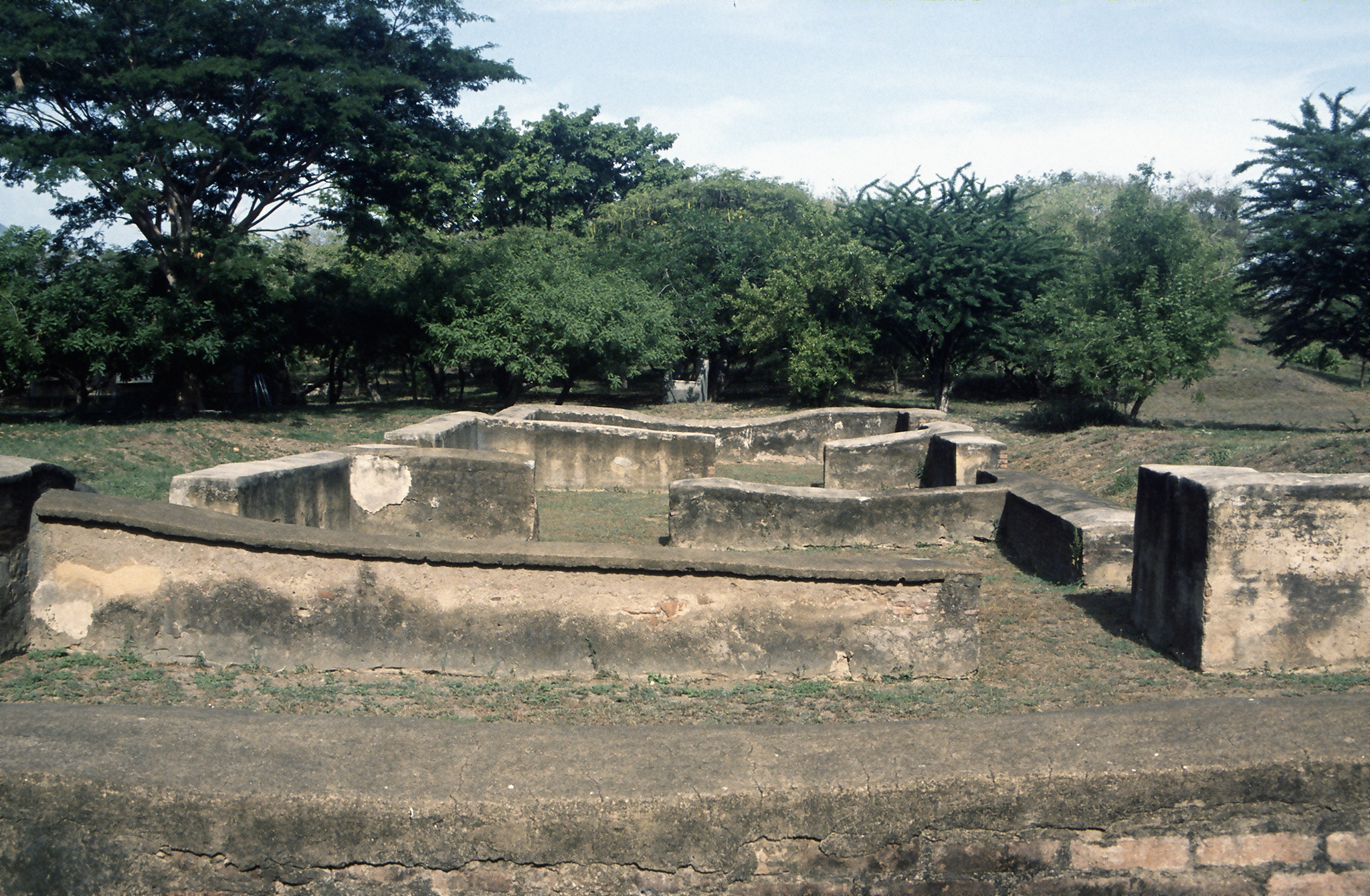
Ruinas de León Viejo. De las 16 estructuras que la componen, cinco fueron dañadas por el terremoto.

Preventivamente, todo el país quedó sin suministro de energía eléctrica, servicio que fue prácticamente restablecido la noche del 10 de abril sin mayores dificultades, salvo algunos problemas en equipos de las subestaciones El Periodista y Nagarote.
Los V Juegos Deportivos Universitarios Centroamericanos JUDUCA 2014, que se desarrollaban en Managua, fueron suspendidos inmediatamente, al igual que las clases de educación primaria, secundaria y universitaria en los departamentos de Managua y León, y las actividades laborales en instituciones del Estado cuyas construcciones se remontaran a antes del terremoto de 1972.
El 11 de abril, las autoridades ordenaron evacuar y activar planes de emergencia en diversos edificios gubernamentales de la capital, tales como el Palacio de la Cultura y los ministerios de Finanzas Públicas, Gobernación, Trabajo y Relaciones Exteriores, entre otros.
Un total de 2.354 viviendas resultaron dañadas total o parcialmente producto del evento principal y sus réplicas, en los departamentos de Managua, León, Granada, Carazo, Madriz y Boaco. También se reportaron daños en iglesias, escuelas, centros de salud y los templos de Telica y Quezalguaque, en León. Se informó de dos víctimas fatales, dos mujeres de 36 y 74 años de edad a causa de infartos, y al menos 40 heridos de diversa consideración.
El terremoto también causó grietas en los edificios administrativos de la Universidad Nacional de Ingeniería, que resistieron el sismo de 1972 cuando eran propiedad del Colegio La Inmaculada. En la Universidad Centroamericana, se abrieron grietas en el frontis de la Biblioteca José Coronel Urtecho, y en las paredes y pisos del edificio de la Facultad de Humanidades y Comunicación. Los edificios de La Inmaculada no resistieron el terremoto del 72, sino que fueron retrofitting por la facultad de Ingeniería, zapatas ampliadas, descubrimiento de acero viejo, colocación de nuevos refuerzos, baños de concreto epóxico y forja de nuevas dimensiones de encofrado. El edificio nuevo, la privada recién inaugurada; se rompieron las puertas de cristal.
El 14 de abril, pobladores de la zona de Xiloá-Apoyeque observaron una regresión de 16 metros del lago Xolotlán en una longitud de 500 metros de playa (que respondería a una disminución del nivel del lago de aproximadamente 40 centímetros), además de cambios en la temperatura tanto del aire como del agua. Sin embargo, no hubo evidencias científicas que demostraran una posible erupción volcánica en Momotombo y Apoyeque bajo estas circunstancias.
Gracias al trabajo en terreno de los organismos de emergencia, se identificó una falla que nace en el epicentro del terremoto y se proyecta a lo largo de 20 kilómetros en dirección noreste, en el lago Xolotlán, atravesando la isla Momotombito. Además, se detectaron otras tres fallas más pequeñas y paralelas en el fondo del lago, que viajan de oeste a noreste: una cercana al volcán Momotombo y dos más al sur, una de ellas atravesando al volcán Apoyeque. Mediante registros de GPS, se determinaron desplazamientos del terreno de hasta 4 centímetros en dirección sureste.
El 25 de abril, la «alerta roja» se mantuvo para los municipios de Managua, Ciudad Sandino, Mateare, Nagarote, La Paz Centro y León, mientras que se decretó «alerta amarilla» en el resto de municipios del Pacífico de Nicaragua, decretos que bajaron a «alerta amarilla» y «alerta verde», respectivamente, el 9 de mayo.

### Daños al patrimonio cultural
El terremoto y sus réplicas también causaron daños al patrimonio cultural de la nación. Las ruinas de León Viejo, ubicadas en el poblado de Puerto Momotombo, del municipio de La Paz Centro, declaradas Patrimonio de la Humanidad por la UNESCO el 2 de diciembre del 2000, sufrieron daños considerables.
La Antigua Catedral de Managua, construida entre 1928 y 1938, y dañada por el terremoto de 1972 debido a que las vigas metálicas de su estructura no son estriadas, sufrió nuevos desprendimientos de concreto y grietas, especialmente en la torre norte. El secretario general de la Alcaldía de Managua, Fidel Moreno, descartó su demolición pues otros edificios dañados por el terremoto de 1972 ya habían sido demolidos, como las construcciones de La Prensa, el Calzado California y la Lotería Nacional; este último, demolido de forma innecesaria pues prácticamente resistió el sismo de hace cuatro décadas sin mayores daños.
El 4 de mayo se inició la demolición de la Concha Acústica de la Plaza de la Fe y el Faro de la Paz, ubicado en el Parque de la Paz, por daños causados por la filtración de agua y grietas en su infraestructura.

## Reacciones
Los gobiernos de Ecuador y Venezuela lamentaron las pérdidas producto del terremoto, y enviaron ayuda humanitaria e implementación sísmica a las zonas afectadas. Brasil, Bolivia y El Salvador también solidarizaron con el pueblo nicaragüense. Taiwán, por su parte, envió un importante donativo en dinero para apoyar el proceso de reconstrucción.
Además, especialistas en sismología y vulcanología de Cuba, México, Estados Unidos, Alemania, República Checa, El Salvador y Venezuela, entre otros países, llegaron al país para apoyar las tareas de análisis de los expertos locales.